# Intriguing People
Intriguing People er en dansk eksperimentalfilm fra 1995 med instruktion og manuskript af Eder Santos.

## Handling
Rekonstruktion af en selvudnævnt billedprofets mystiske rejse. Han er i besiddelse af en stærk udstråling, der gør det muligt for ham kun ved sine øjnes kraft at projicere sine syn ud på overflader på sin vej. I hans pilgrimsrejse indskydes såkaldte elektroniske parabler, refleksioner eller beretninger kædet sammen af tre temaer: Kærlighedens forladte veje, Landskabets taler og Menneskets projektioner.